# Bistum San Felipe (Chile)
Das Bistum San Felipe (lat.: Dioecesis Sancti Philippi, span.: Diócesis de San Felipe) ist eine in Chile gelegene Diözese der römisch-katholischen Kirche mit Sitz in San Felipe.

## Geschichte
Das Bistum San Felipe wurde am 18. Oktober 1925 durch Papst Pius XI. mit der Päpstlichen Bulle Apostolicis muneris ratio aus Gebietsabtretungen des Erzbistums Santiago de Chile errichtet und diesem als Suffraganbistum unterstellt. Am 30. April 1960 gab das Bistum San Felipe Teile seines Territoriums zur Gründung der Territorialprälatur Illapel ab.

## Bischöfe von San Felipe
- Melquisedec del Canto Terán, 1925–1938
- Roberto Benardino Berríos Gaínza OFM, 1938–1957
- Ramón Munita Eyzaguirre, 1957–1963
- José Luis Castro Cabrera, 1963–1965
- Enrique Alvear Urrutia, 1965–1974
- Francisco de Borja Valenzuela Ríos, 1974–1983, dann Bischof von Valparaíso
- Manuel Camilo Vial Risopatrón, 1983–2001, dann Bischof von Temuco
- Cristián Contreras Molina OdeM, 2002–2018
- Gonzalo Arturo Bravo Álvarez seit 2020